# SV Glückauf Knappenrode
Der SV Glückauf Knappenrode e.V. ist ein deutscher Sportverein mit Sitz im Ortsteils Knappenrode der sächsischen Kreisstadt Hoyerswerda im Landkreis Bautzen. Die bis zum Jahr 2012 im Verein bestehende Fußball-Abteilung nahm in der Saison 1983/84 am FDGB-Pokal teil.

## Geschichte

### Gründung bis 1980er Jahre
Der Verein wurde im Jahr 1949 als BSG Aktivist Werminghoff gegründet. Zuvor waren die Mitglieder jedoch schon bereits als FDJ-Sportgemeinschaft Werminghoff seit dem Jahr 1946 aktiv. Nach der Umbenennung des Ortes zu Knappenrode im Jahr 1950 wurde auch der Name des Vereins angepasst. Ebenfalls im selben Jahr schloss sich noch Rot-Weiß Lohsa dem Verein an, nur zwei Jahre später spaltete sich der Verein aber wieder in BSG Aktivist Lohsa und BSG Aktivist Knappenrode auf. Lohsa schloss sich weitere zwei Jahre später erneut Knappenrode an. Die nächste Teilung erfolgt im Jahr 1957, worauf die Fußballer aus Lohsa und Groß Särchen sich schließlich 1964 dem Verein aus Knappenrode wieder anschließen sollten. Somit entstand der nun erst einmal bestehen bleibende Name BSG Aktivist Knappenrode/Lohsa. Den größten Erfolg erzielten die Fußballer des Vereins in der Saison 1983/84 bei der Teilnahme am FDGB-Pokal. In der 1. Hauptrunde traf die Mannschaft auf die BSG Fortschritt Bischofswerda, gegen die die Spieler mit 1:4 unterlagen.

### 1990er Jahre bis heute
Im Jahr 1990 kam es dann zur Umbenennung in den bis heute gültigen Namen SV Glückauf Knappenrode. Ein weiteres Jahr später erfolgte die Ausgliederung der Fußballer aus Groß Särchen in den FSV Knappensee Groß Särchen. Die Abteilungen Leichtathletik, Tischtennis und Turnen bildeten dann 1995 den neuen Verein SV Glückauf Knappenrode/ Stadt Hoyerswerda. Wiederum zwei Jahre später ging die Kanuten-Abteilung zum WSV Hoyerswerda / Groß Särchen über. 2005 schloss sich dem Verein der Saunaclub Knappenrode an. Die restlichen Fußballer schlossen sich im Jahr 2012 zudem noch mit dem zuvor schon ausgegründeten FSV zum neuen Verein SpVgg Knappensee zusammen. Heutzutage besitzt der Verein nur noch eine Abteilung für Tischtennis und Volleyball und bietet mehrere Freizeit- und Kindersportangebote an.